# Heldin meiner Kindheit
Heldin meiner Kindheit ist ein französisch-belgischer Kurzfilm von Jessica Palud aus dem Jahr 2017.

## Handlung
Die 14-jährige Marlon wurde auf richterliche Anordnung bei ihrer Großmutter Françoise untergebracht, nachdem ihre Mutter Hélène nach einer Gewalttat an ihrem Freund Mathéo ins Gefängnis gekommen ist. Neben Françoise kümmert sich auch ihr Onkel David, Hélènes Bruder, um sie. Er begleitet Marlon zur Richterin, die Marlon die Erlaubnis erteilt, ihre Mutter erstmals im Gefängnis zu besuchen. Sie wird dabei von David begleitet. Françoise bleibt zuhause, da sie keine Tochter auf die Welt gebracht habe, um sie später im Gefängnis besuchen zu müssen.
Marlon ist vor dem Zusammentreffen angespannt. Das Zusammentreffen mit der Mutter verläuft zunächst gut. Marlon erklärt, sie zukünftig häufiger besuchen zu wollen, doch lehnt Hélène dies ab. Sie werde – die Urteilsverkündung steht noch aus – wahrscheinlich lange im Gefängnis sein und Marlon müsse ihr Leben ohne sie leben. Marlon ist im Gespräch immer häufiger von einem Paar abgelenkt, das sich in einer Nebenbesuchsbox zu küssen beginnt. Zunächst nur ungeduldig, rastet Hélène schließlich aus und schreit das Paar an, aufzuhören. Sie bricht den Besuch ab und lässt sich in ihre Zelle zurückführen. Sie bittet David, Marlon nicht mehr zu Besuchen mitzubringen. Marlon läuft ihr nach und meint, für ein Leben ohne sie noch nicht bereit zu sein. Später verlassen Marlon und David wortlos das Gebäude und begeben sich auf den Heimweg.

## Produktion
Heldin meiner Kindheit war der zweite Kurzfilm, den Jessica Palud als Regisseurin umsetzte. Wie bereits bei Poupée aus dem Jahr 2016 schrieb sie das Drehbuch erneut mit Clémence Madeleine-Perdrillat. Die Arbeit am Szenario nahm zehn Tage in Anspruch. Ausgangspunkt für die Geschichte war, dass Paluds Großvater selbst eine Zeit lang im Gefängnis gesessen hatte. Palud wollte daher die Auswirkung auf die unmittelbare Familie darstellen, wie sie sie nicht zuletzt auch bei der eigenen Familie erlebt hatte.
Die Dreharbeiten zu Heldin meiner Kindheit begannen im Oktober 2016 und dauerten sieben Tage. Die Gefängnisszenen wurden drei Tage lang im Maison d’arrêt in Reims gedreht. Die Arbeit am Film war im April 2017 beendet; das Budget betrug 145.000 Euro.
Im Film spielen neben professionellen Darstellern auch Laiendarsteller. Neben Brigitte Boutard, die die Großmutter Françoise spielt, hatte auch Marlon-Darstellerin Flavie Delangle zuvor keine Schauspielerfahrung gesammelt. Delangle setzte sich nach Castings in Paris, Reims und Brüssel gegen rund 50 weitere Jugendliche durch. Die Kostüme schuf Alexia Crisp-Jones, die Filmbauten stammten von Anne-Sophie Delseries.
Heldin meiner Kindheit lief am 10. Juni 2017 auf dem Festival Côté court de Pantin und war in der Folge auf zahlreichen auch internationalen Festivals zu sehen, darunter im September 2017 auf dem Toronto International Film Festival sowie im Februar 2018 auf dem Festival du Court-Métrage de Clermont-Ferrand, wo der Film im nationalen Wettbewerb lief. ARTE France zeigte Heldin meiner Kindheit am 18. November 2017 erstmals im französischen Fernsehen. Im Rahmen der 1000. Kurzschluss-Ausgabe veröffentlichte ARTE den Film im Oktober 2020 erstmals im deutschsprachigen Raum, wobei er untertitelt lief.

## Auszeichnungen
Heldin meiner Kindheit wurde 2018 für einen César in der Kategorie Bester Kurzfilm nominiert. Auf dem portugiesischen Filmfestival Olhares do Mediterrâneo – Cinema no Feminino erhielt der Film 2018 eine lobende Erwähnung der Jury.